# Алисия Мастерс
Алисия Мастерс (англ. Alicia Masters) — персонаж комиксов о Фантастической четвёрке и Серебряном Сёрфере от Marvel Comics. Созданная Стэном Ли и Джеком Кирби, она впервые появляется в The Fantastic Four #8 (ноябрь 1962).
Алисия — слепой скульптор, который способен создать невероятно реалистичные скульптуры реальных людей; часто фигурируют её скульптуры Фантастической четвёрки и других супергероев. Она была романтическим интересом и доверенным лицом Существа, члена Фантастической четвёрки, который часто стыдится своей чудовищной внешности. Она также помогла понять человеческие уклад жизни и эмоции инопланетянину Серебряному Сёрферу. Актриса Кэт Грин впервые сыграла её в не вышедшем в прокат фильме «Фантастическая четвёрка», и затем Керри Вашингтон играла её в фильм 2005 года «Фантастическая четвёрка» и сиквеле 2007 года «Фантастическая четвёрка: Вторжение Серебряного Сёрфера».

## История публикаций
Алисия была создана сценаристом Стэном Ли и художником Джеком Кёрби и впервые появилась в Fantastic Four #8 (ноябрь, 1962 года).

## Биография
Алисия впервые появляется в The Fantastic Four #8, вместе со своим приёмным отцом, суперзлодеем Кукловодом. Она изначально помогает ему в его противостоянии Фантастической четвёрке, хотя она сразу чувствует «нежный» и «чувствительный» дух Существа, впервые почувствовав его ощутимо чудовищное лицо. Алисия отрекается от приёмного отца, когда понимает, что он сумасшедший и жаждущий власти, и случайно заставляет его упасть из окна. Впоследствии опубликованный выпуск комикса объясняет, что Кукловод в ответе за её слепоту, которая была вызвана взрывом радиоактивной глины во время его боя с врагом.
Алисия Мастерс была периодическим персонажем в ранних выпусках «Фантастической четвёрки» как любовный интерес Существа, выступая в качестве стимула не возвращаться к нормальной человеческой форме, опасаясь, что Алисия не любит его как «простого Бена Гримма».
Персонаж играет важную роль в одной из самых известных сюжетных арок Серебряного века, «Пришествие Галактуса», в Fantastic Four #48-50 (Март — Май, 1966). В этой сюжетной арке Серебряный Сёрфер впервые приходит на Землю как глашатай Галактуса и врезается в квартиру Алисии после боёв с Фантастической четвёркой. Её страстная дискуссия с ним о ценности жизни убеждает его отказаться от своего хозяина и защитить Землю от уничтожения.
В 2007 году сюжет в период после очевидного убийства Капитана Америки Алисия создала ему памятник.
После событий сюжетной линии «Тайного вторжения» 2008 года Алисия является частью группы поддержки для людей, заменённых Скруллами, так как она знает, что значит быть заменённым, а затем вернулись после длительного периода времени.

## Вне комиксов

### Телевидение
- Алисия в анимации впервые появляется в мультсериале «Невероятный Халк» 1982 года. Она появляется в эпизоде «Брюс Баннер снимает маску», где её приёмный отец получает контроль над населением, а также Халком. Она является единственным человеком, который не становится марионеткой, и помогает Халку победить его.
- Алисия Мастерс была постоянным персонажем в мультсериале 1994—1996 годов, озвученная Сэйю Полин и Артур Ломас.
- В «Фантастическая четвёрка: Величайшие герои мира» Алисия изображается как афроамериканка и озвучена Сунитой Прасад, сохраняя определённый уровень визуальной преемственности художественного фильма.
- Алисия Мастерс появляется в эпизоде «Слепая ярость не знает цвета» мультсериала «Супергеройский отряд», озвученная Тарой Стронг.

### Кино
- В не вышедшем в прокат фильме «Фантастическая четвёрка» Алисию играет актриса Кэт Грин.
- Она появляется в фильме «Фантастическая четвёрка» 2005 года, где её играет Керри Вашингтон. Она испытывает романтический интерес к Бену Гримму после того, как его бросила невеста после его мутации в Существо. В сцене в студии Алисии Бен отмечает ряд кукол на стене, которые, как говорит она, принадлежат приёмному отцу. Вашингтон исполняла роль Алисии в сиквеле 2007 года «Фантастическая четвёрка: Вторжение Серебряного Сёрфера».

### Видеоигры
- Алисия появляется в игре Fantastic Four, основанной на одноимённом фильме, где её озвучила Кри Саммер. Мистер Фантастик и Существо спасают её от миньонов Человека-крота. На одном уровне игры её приёмный отец Кукловод использует Музей доисторической эпохи и египетских экспонатов для того, чтобы атаковать Фантастическую четвёрку, так как он чувствует, что ассоциации с Существом будут опасны для Алисии.